# Куп Србије у фудбалу за жене
Куп Србије је национални фудбалски куп Србије за жене који се одржава у организацији Фудбалског савеза Србије.
Такмичење Куп Србије у фудбалу за жене формирано је 2006., године након распада Државне заједнице Србија и Црна Гора, 5. јуна 2006. године, од када Република Србија делује као независна и суверена држава. Куп Србије је правни наследник Купа Србије и Црне Горе.

## Победници Купа Србије
| Сезона   | Датум                                  | Победник                               | Резултат                               | Финалиста                              |
| -------- | -------------------------------------- | -------------------------------------- | -------------------------------------- | -------------------------------------- |
| 2006/07. | ?                                      | Напредак (1)                           | 3:1                                    | Колибри                                |
| 2007/08. | 14. јун 2008.                          | Машинац (1)                            | 6:5 (0:5)                              | Напредак                               |
| 2008/09. | 14. јун 2009.                          | Машинац (2)                            | 2:0 (0:0)                              | Напредак                               |
| 2009/10. | 13. јун 2010.                          | Машинац (3)                            | 5:2 (3:1)                              | Колибри                                |
| 2010/11. | 4. јун 2011.                           | Машинац (4)                            | 4:1 (1:1)                              | Спартак                                |
| 2011/12. | 9. јун 2012.                           | Спартак (1)                            | 2:1 (1:1, пр. 1:0)                     | ЛАСК Црвена звезда                     |
| 2012/13. | 15. јун 2013.                          | Спартак (2)                            | 3:0 (2:0)                              | Напредак                               |
| 2013/14. | 8. јун 2014.                           | Спартак (3)                            | 8:0 (7:0)                              | Машинац                                |
| 2014/15. | 6. јун 2015.                           | Спартак (4)                            | 3:1 (0:1)                              | ЛАСК Црвена звезда                     |
| 2015/16. | 29. мај 2016.                          | Спартак (5)                            | 4:0                                    | Машинац                                |
| 2016/17. | 4. јун 2017.                           | Спартак (6)                            | 2:1 (1:0)                              | Машинац                                |
| 2017/18. | 2. јун 2018.                           | Црвена звезда (1)                      | 3:0 (1:0)                              | Војводина                              |
| 2018/19. | 2. јун 2019.                           | Спартак (7)                            | 3:1 (1:1)                              | Црвена звезда                          |
| 2019/20. | Није одиграно због пандемије Ковида-19 | Није одиграно због пандемије Ковида-19 | Није одиграно због пандемије Ковида-19 | Није одиграно због пандемије Ковида-19 |
| 2020/21. | 3. јун 2021.                           | Спартак (8)                            | 3:1 (3:1)                              | Машинац                                |
| 2021/22. | 3. јун 2022.                           | Спартак (9)                            | 5:0 (1:0)                              | Слога Земун                            |
| 2022/23. | 7. јун 2023.                           | Спартак (10)                           | 2:0 (1:0)                              | Црвена звезда                          |
| 2023/24. | 23. мај 2024.                          | Црвена звезда (2)                      | 3:0 (3:0)                              | Спартак                                |

### Успешност клубова
| Пласман | Екипа         | Победник                                                                                     | Финалиста                             |
| ------- | ------------- | -------------------------------------------------------------------------------------------- | ------------------------------------- |
| 1       | Спартак       | 10 2011/12, 2012/13, 2013/14, 2014/15, 2015/16, 2016/17, 2018/19, 2020/21, 2021/22, 2022/23. | 2 2010/11, 2023/24.                   |
| 2       | Машинац       | 4 2007/08, 2008/09, 2009/10, 2010/11.                                                        | 4 2013/14, 2015/16, 2016/17, 2020/21. |
| 3       | Црвена звезда | 2 2017/18, 2023/24.                                                                          | 4 2011/12, 2014/15, 2018/19, 2022/23. |
| 4       | Напредак      | 1 2006/07.                                                                                   | 3 2007/08, 2008/09, 2012/13.          |
| 5       | Колибри       |                                                                                              | 2 2006/07, 2009/10.                   |
| 6       | Војводина     |                                                                                              | 1 2017/18.                            |
| 7       | Слога Земун   |                                                                                              | 1 2021/22.                            |

## Претходни победници[2]
СФР Југославија
- 1975. - ЖНК Загреб
- 1976. - такмичење није одржано
- 1977. - ЖНК Лото Загреб
- 1978. - ЖНК Лото Загреб
- 1979. - ЖФК Слога Земун
- 1980. - ЖНК Слобода '78 Загреб
- 1981. - ЖФК Слога Земун
- 1982. - ЖНК Слобода '78 Загреб
- 1983. - ЖФК Машинац
- 1984. - ЖФК Машинац
- 1985. - ЖФК Слога Земун
- 1986. - ЖФК Жељезничар Сарајево
- 1987. - ЖНК Максимир Загреб
- 1988. - ЖФК Машинац
- 1989. - ЖФК Машинац
- 1990. - ЖНК Максимир Загреб
- 1991. - ЖФК Машинац

СР Југославија
- 1992. - ЖФК Машинац Класик Ниш
- 1993. - ЖФК Слога Земун
- 1994. - ЖФК Слога Земун
- 1995. - ЖФК Машинац Класик Ниш
- 1996. - ЖФК Машинац Класик Ниш
- 1997. - ЖФК Машинац Класик Ниш
- 1998. - ЖФК Јумко Врање
- 1999. - ЖФК Машинац Класик Ниш
- 2000. - ЖФК Јумко Врање
- 2001. - ЖФК Јумко Врање
- 2002. - ЖФК Јумко Врање

Србија и Црна Гора
- 2003. - ЖФК Машинац Класик Ниш
- 2004. - ЖФК Напредак Крушевац
- 2005. - ЖФК Напредак Крушевац
- 2006. - ЖФК Напредак Крушевац